# Beşiktaş Jimnastik Kulübü 2023-2024
Questa voce raccoglie le informazioni riguardanti il Beşiktaş Jimnastik Kulübü nelle competizioni ufficiali della stagione 2023-2024.

## Maglie e sponsor
Per la stagione 2023-2024, lo sponsor tecnico è Adidas, mentre il main sponsor sulle maglie è Rain.
|  | 1ª divisa | 2ª divisa | 3ª divisa |

## Organigramma societario
Consiglio di amministrazione
- Presidente: Ahmet Nur Çebi
- Vice presidente: Engin Baltacı
- Vice presidente: Emre Kocadağ
- Vice presidente: Serhan Çetinsaya
- Segretario generale: Mehtap Ferah
- Tesoriere: Murat Kılıç
- Resp. Relazioni pubbliche: Celal Aral

Area tecnica
- Direttore sportivo: Ceyhun Kazancı
- Ass. Direttore sportivo: Erdinç Gültekin
- Direttore area scouting: Ulvi Güveneroğlu
- Responsabile sett. giovanile: Yasin Sülün
- Team manager: Halil Yazıcıoğlu
- Allenatore: Fernando Santos
- Allenatori in seconda: Jorge Rosario, Paulinho, Ricardo Santos
- Preparatori atletici: João Costa, Miguel Peiro, Barış Gurol
- Preparatore dei portieri: Hakan Çalışkan, Justino Fernando
- Analisi video: Anıl Demirci
- Osservatori: Mehmet Bulduk, Tufan Daş

Area sanitaria
- Medico sociale: Murat Cevik
- Fisioterapisti: Cumhur Erol, Zeki Cetin
- Massaggiatori: Erkan Ulusoy, Cemil Karatas, Osman Dogru

## Rosa
Dati aggiornati al 12 febbraio 2024.
| N. |                                 | Ruolo | Calciatore              |
| -- | ------------------------------- | ----- | ----------------------- |
| 1  | Turchia (bandiera)              | P     | Ersin Destanoğlu        |
| 2  | Norvegia (bandiera)             | D     | Jonas Svensson          |
| 4  | Turchia (bandiera)              | D     | Onur Bulut              |
| 5  | Turchia (bandiera)              | D     | Tayyib Sanuç            |
| 6  | Gambia (bandiera)               | D     | Omar Colley             |
| 7  | Croazia (bandiera)              | A     | Ante Rebić              |
| 8  | Turchia (bandiera)              | C     | Salih Uçan              |
| 9  | Turchia (bandiera)              | A     | Cenk Tosun              |
| 10 | Camerun (bandiera)              | A     | Vincent Aboubakar       |
| 11 | Kosovo (bandiera)               | A     | Milot Rashica           |
| 12 | Ghana (bandiera)                | D     | Daniel Amartey          |
| 14 | Turchia (bandiera)              | D     | Emrecan Uzunhan         |
| 15 | Inghilterra (bandiera)          | A     | Alex Oxlade-Chamberlain |
| 17 | Inghilterra (bandiera)          | D     | Joe Worrall             |
| 18 | Algeria (bandiera)              | A     | Rachid Ghezzal          |
| 19 | Bosnia ed Erzegovina (bandiera) | C     | Amir Hadžiahmetović     |
| 20 | Turchia (bandiera)              | C     | Necip Uysal             |
| 21 | Turchia (bandiera)              | C     | Ege Tiknaz              |
| 22 | Kazakistan (bandiera)           | C     | Bakhtiyor Zaynutdinov   |

| N. |                           | Ruolo | Calciatore       |
| -- | ------------------------- | ----- | ---------------- |
| 23 | Albania (bandiera)        | C     | Ernest Muçi      |
| 26 | RD del Congo (bandiera)   | D     | Arthur Masuaku   |
| 27 | Turchia (bandiera)        | C     | Emirhan Delibaş  |
| 28 | Libia (bandiera)          | A     | Al-Musrati       |
| 34 | Turchia (bandiera)        | P     | Mert Günok       |
| 40 | RD del Congo (bandiera)   | A     | Jackson Muleka   |
| 44 | Turchia (bandiera)        | C     | Fahri Kerem Ay   |
| 75 | Turchia (bandiera)        | D     | Tayfur Bingöl    |
| 77 | Turchia (bandiera)        | D     | Umut Meraş       |
| 83 | Portogallo (bandiera)     | C     | Gedson Fernandes |
| 88 | Svizzera (bandiera)       | C     | Gökhan Inler     |
| 90 | Turchia (bandiera)        | A     | Semih Kılıçsoy   |
| 94 | Turchia (bandiera)        | P     | Göktuğ Baytekin  |
| 97 | Turchia (bandiera)        | P     | Utku Yuvakuran   |
| 99 | Turchia (bandiera)        | A     | Emrecan Bulut    |
| -- | Turchia (bandiera)        | A     | Azad Demir       |
| 24 | Francia (bandiera)        | D     | Valentin Rosier  |
| 30 | Costa d'Avorio (bandiera) | D     | Eric Bailly      |
| 71 | Camerun (bandiera)        | C     | Jean Onana       |

## Calciomercato
Dati aggiornati al 29 gennaio 2024.

### Sessione estiva
| Acquisti         | Acquisti                | Acquisti             | Acquisti                    |
| R.               | Nome                    | da                   | Modalità                    |
| ---------------- | ----------------------- | -------------------- | --------------------------- |
| A                | Milot Rashica           | Norwich City         | definitivo (5,25 milioni €) |
| C                | Bakhtiyor Zaynutdinov   | CSKA Mosca           | definitivo (4,5 milioni €)  |
| C                | Jean Onana              | Lens                 | definitivo (4,04 milioni €) |
| D                | Arthur Masuaku          | West Ham Utd         | definitivo (2 milioni €)    |
| C                | Tayfur Bingöl           | Alanyaspor           | definitivo (1 milione €)    |
| A                | Emrecan Bulut           | Somaspor             | definitivo (211 mila €)     |
| D                | Daniel Amartey          | svincolato           | definitivo                  |
| A                | Ante Rebić              | Milan                | definitivo (500 mila €)     |
| C                | Alex Oxlade-Chamberlain | svincolato           | gratuito                    |
| D                | Tayfur Bingöl           | Alanyaspor           | definitivo (1 milione €)    |
| D                | Eric Bailly             | svincolato           | gratuito                    |
| A                | Milot Rashica           | Norwich City         | n.d.                        |
| D                | Emrecan Uzunhan         | Antalyaspor          | fine prestito               |
| D                | Javi Montero            | Amburgo              | fine prestito               |
| C                | Kartal Yılmaz           | Ümraniyespor         | fine prestito               |
| A                | Oğuzhan Akgün           | Sakaryaspor          | fine prestito               |
| Altre operazioni |                         |                      |                             |
| R.               | Nome                    | da                   | Modalità                    |
| D                | Kerem Kalafat           | Çaykur Rizespor      | fine prestito               |
| C                | Abdullah Aydın          | Keçiörengücü         | fine prestito               |
| A                | Ajdin Hasić             | Göztepe              | fine prestito               |
| D                | Ahmet Gülay             | Alanyaspor           | fine prestito               |
| A                | Atakan Üner             | Afjet Afyonspor      | fine prestito               |
| D                | Erdoğan Kaya            | Serik                | fine prestito               |
| D                | Bilal Ceylan            | Nazilli Belediyespor | fine prestito               |
| C                | Halil Çiçek             | Zonguldakspor        | fine prestito               |
| A                | Emirhan Delibaş         | Göztepe              | fine prestito               |

| Cessioni         | Cessioni               | Cessioni           | Cessioni                   |
| R.               | Nome                   | a                  | Modalità                   |
| ---------------- | ---------------------- | ------------------ | -------------------------- |
| D                | Romain Saïss           | Al-Sadd            | definitiva (2,5 milioni €) |
| A                | Nathan Redmond         |                    | svincolato                 |
| D                | Welinton               |                    | svincolato                 |
| P                | Emre Bilgin            | Fatih Karagümrük   | prestito                   |
| A                | Georges-Kévin N'Koudou |                    | svincolato                 |
| C                | Atiba Hutchinson       |                    | svincolato                 |
| C                | Kerem Atakan Kesgin    | Fatih Karagümrük   | prestito                   |
| C                | Dele Alli              | Everton            | fine prestito              |
| D                | Arthur Masuaku         | West Ham Utd       | fine prestito              |
| D                | Javi Montero           | Arouca             | prestito                   |
| C                | Alexandru Maxim        | Gaziantep          | fine prestito              |
| C                | Tayfur Bingöl          | Alanyaspor         | fine prestito              |
| Altre operazioni |                        |                    |                            |
| R.               | Nome                   | da                 | Modalità                   |
| A                | Atakan Üner            | Düzcespor          | ?                          |
| D                | Erdoğan Kaya           | Beyoğlu Yeni Çarşı | ?                          |
| C                | Abdullah Aydın         | Şanlıurfaspor      | ?                          |
| D                | Ahmet Gülay            | Aliaga             | prestito                   |
| D                | Berkay Vardar          | Sheriff Tiraspol   | prestito                   |
| D                | Bilal Ceylan           | Karşıyaka          | prestito                   |
| C                | Halil Çiçek            | Silivrispor        | prestito                   |
| C                | Muhayer Oktay          |                    | svincolato                 |
| C                | Emre Yildiz            |                    | svincolato                 |

### Sessione invernale
| Acquisti         | Acquisti            | Acquisti          | Acquisti                       |
| R.               | Nome                | da                | Modalità                       |
| ---------------- | ------------------- | ----------------- | ------------------------------ |
| C                | Ernest Muçi         | Legia Varsavia    | definitivo (10 milioni €)      |
| C                | Al-Musrati          | Braga             | prestito oneroso (1 milione €) |
| D                | Jonas Svensson      |                   | definitivo                     |
| D                | Joe Worrall         | Nottingham Forest | prestito                       |
| Altre operazioni |                     |                   |                                |
| R.               | Nome                | da                | Modalità                       |
| C                | Kerem Atakan Kesgin | Fatih Karagümrük  | fine prestito                  |
| C                | Berkay Vardar       | Sheriff Tiraspol  | fine prestito                  |
| D                | Ahmet Gülay         | Aliaga            | fine prestito                  |
| D                | Burak Yıldız        | Orduspor          | fine prestito                  |

| Cessioni         | Cessioni            | Cessioni            | Cessioni                         |
| R.               | Nome                | a                   | Modalità                         |
| ---------------- | ------------------- | ------------------- | -------------------------------- |
| D                | Eric Bailly         |                     | svincolato                       |
| D                | Valentin Rosier     | Nizza               | prestito                         |
| C                | Jean Onana          | Olympique Marsiglia | prestito con diritto di acquisto |
| Altre operazioni |                     |                     |                                  |
| R.               | Nome                | da                  | Modalità                         |
| C                | Emre Yıldız         |                     | svincolato                       |
| C                | Kerem Atakan Kesgin | Sivasspor           | prestito                         |
| D                | Ahmet Gülay         | Alanya Kestel       | prestito                         |
| A                | Emrecan Bulut       | Ümraniyespor        | prestito                         |
| D                | Burak Yıldız        | Ergene Velimeşe     | prestito                         |

## Risultati

### Süper Lig
| Arbitro: | Özdamar |

|  |           |               |
|  | Marcatori | 85’ Fernandes |

| Arbitro: | Saglam |

|            |           |                     |
| Colley 12’ | Marcatori | 90+4’ (rig.) Romero |

| Arbitro: | Küçük |

|                        |           |  |
| Colley 25’ Rashica 40’ | Marcatori |  |

| Arbitro: | Bayarslan |

|                                     |           |  |
| Onuachu 29’ Bakasetas 41’ Višća 61’ | Marcatori |  |

| Arbitro: | Şansalan |

|                                      |           |                 |
| Aboubakar 56’ Oxlade-Chamberlain 62’ | Marcatori | 47’ Carlos Mané |

| Arbitro: | Öztürk |

|                                              |           |                           |
| Belhanda 8’ Niang 17’ Akbaba 59’ Erdoğan 75’ | Marcatori | 79’ Aboubakar 90’ Rashica |

| Arbitro: | Kardeşler |

|  |           |                                    |
|  | Marcatori | 45+1’ (aut.) Yazğılı 63’ Aboubakar |

| Arbitro: | Numanoğlu |

|                                 |           |  |
| Aboubakar 6’ Ghezzal 90’ (rig.) | Marcatori |  |

| Arbitro: | Meler |

|                              |           |                        |
| Icardi 26’ Icardi 82’ (rig.) | Marcatori | 69’ Oxlade-Chamberlain |

| Arbitro: | Kalkavan |

|                    |           |  |
| Uçan 63’ Tosun 75’ | Marcatori |  |

| Arbitro: | Uğurlu |

|                                     |           |                        |
| Šarić 46’ Yehezkel 50’ Yehezkel 57’ | Marcatori | 45+2’ Tosun 80’ Muleka |

| Arbitro: | Kardeşler |

|            |           |  |
| Muleka 55’ | Marcatori |  |

| Arbitro: | Bitigen |

|            |           |                      |
| Marius 25’ | Marcatori | 17’ Tosun 84’ Colley |

| Arbitro: | Küçük |

|          |           |                        |
| Sowe 21’ | Marcatori | 74’ Oxlade-Chamberlain |

| Arbitro: | Karaoğlan |

|                               |           |                                            |
| Oxlade-Chamberlain 24’ (rig.) | Marcatori | 10’ Džeko 63’ (rig.) Tadić 90+6’ Szymański |

| Arbitro: | Öztürk |

|           |           |                                            |
| Colley 9’ | Marcatori | 38’ Özdemir 87’ Janvier 90’ Carlos Eduardo |

| Arbitro: | Saglam |

|            |           |                         |
| Hodžić 80’ | Marcatori | 38’ Kılıçsoy 53’ Colley |

| Arbitro: | Kardeşler |

|                |           |                                        |
| Kılıçsoy 45+2’ | Marcatori | 41’ Da Costa 80’ Da Costa 83’ Da Costa |

| Arbitro: | Bitigen |

|  |           |                                                |
|  | Marcatori | 4’ Rashica 45’ Kılıçsoy 46’ Kılıçsoy 79’ Tosun |

| Arbitro: | Güzenge |

|                                             |           |  |
| Kılıçsoy 62’ Rashica 65’ G. Fernandes 90+2’ | Marcatori |  |

| Arbitro: | Numanoğlu |

|                                             |           |  |
| Nayir 4’ Akbunar 70’ Thiam 74’ Sequeira 82’ | Marcatori |  |

| Istanbul 23 gennaio 2024, ore 20:00 TRT 22ª giornata | Beşiktaş  | 0 – 0 referto | Adana Demirspor | Beşiktaş Park (19 856 spett.)\| Arbitro: \| Karaoğlan \| |
| Arbitro:                                             | Karaoğlan |               |                 |                                                          |

| Arbitro: | Şansalan |

|          |           |  |
| Manaj 6’ | Marcatori |  |

| Arbitro: | Kardeşler |

|                           |           |  |
| Kılıçsoy 44’ Kılıçsoy 62’ | Marcatori |  |

| Kayseri 12 febbraio 2024, ore 19:00 TRT 25ª giornata | Kayserispor | 0 – 0 referto | Beşiktaş | Stadio Kadir Has (9 190 spett.)\| Arbitro: \| Sağlam \| |
| Arbitro:                                             | Sağlam      |               |          |                                                         |

| Arbitro: | Numanoğlu |

|                        |           |  |
| Kılıçsoy 49’ Tosun 71’ | Marcatori |  |

| Arbitro: | Karaoğlan |

|  |           |                       |
|  | Marcatori | 23’ Kılıçsoy 54’ Muçi |

| Arbitro: | Meler |

|  |           |                      |
|  | Marcatori | 2’ (aut.) Al-Musrati |

| Arbitro: | Kardeşler |

|                       |           |  |
| Sorescu 9’ Drăguș 85’ | Marcatori |  |

| Arbitro: | Pakkan |

|          |           |                           |
| Muçi 46’ | Marcatori | 5’ Balcı 38’ (rig.) Buksa |

| Arbitro: | Küçük |

|              |           |            |
| İlkhan 90+5’ | Marcatori | 16’ Colley |

| Arbitro: | Tonusluoglu |

|              |           |            |
| Kılıçsoy 18’ | Marcatori | 68’ Kılınç |

| Arbitro: | Şimşek |

|                     |           |  |
| Muçi 18’ Muleka 67’ | Marcatori |  |

| Arbitro: | Bayarslan |

|                           |           |           |
| Batshuayi 30’ Kahveci 69’ | Marcatori | 82’ Tosun |

| Arbitro: | Şansalan |

|                                     |           |                       |
| Colley 7’ Rashica 65’ Worrall 90+7’ | Marcatori | 5’ Olawoyin 68’ Topçu |

| Arbitro: | Numanoğlu |

|          |           |            |
| Koka 79’ | Marcatori | 61’ Muleka |

| Arbitro: | Aydın |

|                                         |           |                                  |
| G. Fernandes 50’ Aboubakar 90+7’ (rig.) | Marcatori | 26’ Massanga 55’ F. Dele-Bashiru |

| Arbitro: | Bahattin |

|                       |           |              |
| Da Costa 4’ Özcan 61’ | Marcatori | 87’ Kılıçsoy |

### Türkiye Kupası
Il Besiktas comincerà la sua partecipazione alla Coppa di Turchia dai sedicesimi di finale.

#### Sedicesimi di finale
| Arbitro: | Murat Erdoğan |

|                                               |           |  |
| Uçan 16’ Tosun 36’ (rig.) Tosun 67’ Rebić 87’ | Marcatori |  |

Con la vittoria per 4-0 sull'Eyupspor, il Beşiktaş si è qualificato agli ottavi di finale della Coppa di Turchia.

#### Ottavi di finale
| Arbitro: | Ümit Öztürk |

|            |           |                       |
| Bytyqi 30’ | Marcatori | 71’ Muleka 88’ Muleka |

Con la vittoria per 2-1 contro l'Antalyaspor, il Beşiktaş si è qualificato ai quarti di finale di Coppa di Turchia.

#### Quarti di finale
| Arbitro: | Ali Şansalan |

|                    |           |  |
| Uçan 32’ Tosun 58’ | Marcatori |  |

Con la vittoria per 2-0 sul Konyaspor, il Beşiktaş si è qualificato alle semifinali di Coppa di Turchia.

#### Semifinale
| Ankara 23 aprile 2024, ore 20:30 TRT Semifinale (andata) | Ankaragücü | 0 – 0 referto | Beşiktaş | Stadio Eryaman\| Arbitro: \| Öztürk \| |
| Arbitro:                                                 | Öztürk     |               |          |                                        |

| Arbitro: | Küçük |

|          |           |  |
| Muçi 70’ | Marcatori |  |

Con il risultato aggregato di 1-0, il Beşiktaş si è qualificato alla finale di Coppa di Turchia.

#### Finale
| Arbitro: | Sansalan |

|                                                |           |                      |
| Ghezzal 45+3’ (rig.) Uçan 54’ Al-Musrati 90+4’ | Marcatori | 13’ Onuachu 89’ Pépé |

Con la vittoria per 3-2 ottenuta contro il Trabzonspor, il Beşiktaş ha vinto la sua 11ª Coppa di Turchia, ottenendo in tal modo anche la qualificazione in Europa League.

### Conference League

#### Secondo turno preliminare
| Arbitro: | Daniel Schlager |

|                                          |           |           |
| Onur Bulut 21’ Muleka 42’ Kılıçsoy 90+4’ | Marcatori | 83’ Kainã |

| Arbitro: | Stuart Attwell |

|  |           |                           |
|  | Marcatori | 57’ Amartey 75’ Aboubakar |

Con il risultato aggregato di 5-1, il Besiktas si è qualificato per il terzo turno preliminare di Conference League.

#### Terzo turno preliminare
| Arbitro: | Lukas Fähndrich |

|           |           |                                   |
| Lebon 79’ | Marcatori | 14’ Aboubakar 23’ Muleka 62’ Uçan |

| Arbitro: | Julian Weinberger |

|                          |           |              |
| Aboubakar 57’ Muleka 71’ | Marcatori | 36’ Mahmudov |

Con il risultato aggregato di 5-2, il Beşiktaş si è qualificato agli spareggi di Conference League.

#### Spareggi
| Arbitro: | Darren England |

|                             |           |                                            |
| Shaparenko 60’ Voloshyn 66’ | Marcatori | 40’ Aboubakar 64’ Colley 90+5’ Zaynutdinov |

| Arbitro: | João Pinheiro |

|               |           |  |
| Aboubakar 52’ | Marcatori |  |

Con il risultato aggregato di 4-2, il Beşiktaş si è qualificato alla fase a gironi della Conference League.

#### Fase a gironi
| Arbitro: | Aleksei Kulbakov |

|             |           |           |
| Vanaken 77’ | Marcatori | 88’ Tosun |

| Arbitro: | David Fuxman |

|                             |           |                                         |
| Aboubakar 38’ Aboubakar 52’ | Marcatori | 81’ Aliseda 86’ Vladi 90’ (aut.) Bailly |

| Arbitro: | Nenad Minakovic |

|                                       |           |                  |
| Grønbæk 29’ Moumbagna 58’ Saltnes 87’ | Marcatori | 90+1’ (aut.) Moe |

| Arbitro: | Sander van der Eijk |

|            |           |                             |
| Bingöl 64’ | Marcatori | 38’ Moumbagna 49’ Moumbagna |

| Arbitro: | David Šmajc |

|  |           |                                                              |
|  | Marcatori | 4’ Nielsen 14’ Thiago 46’ Thiago 50’ Onyedika 69’ Skov Olsen |

| Arbitro: | Paweł Raczkowski |

|  |           |                     |
|  | Marcatori | 36’ Tosun 88’ Terzi |

Arrivando 3° nel proprio girone di appartenenza, il Beşiktaş è stato eliminato dalla Europa League.

## Statistiche

### Statistiche di squadra
| Competizione      | Punti | In casa | In casa | In casa | In casa | In casa | In casa | In trasferta | In trasferta | In trasferta | In trasferta | In trasferta | In trasferta | Totale | Totale | Totale | Totale | Totale | Totale | DR  |
| Competizione      | Punti | G       | V       | N       | P       | Gf      | Gs      | G            | V            | N            | P            | Gf           | Gs           | G      | V      | N      | P      | Gf     | Gs     | DR  |
| ----------------- | ----- | ------- | ------- | ------- | ------- | ------- | ------- | ------------ | ------------ | ------------ | ------------ | ------------ | ------------ | ------ | ------ | ------ | ------ | ------ | ------ | --- |
| Süper Lig         | 56    | 19      | 10      | 4       | 5       | 29      | 19      | 19           | 6            | 4            | 9            | 23           | 28           | 38     | 16     | 8      | 14     | 52     | 47     | +5  |
| Türkiye Kupası    | -     | 3       | 3       | 0       | 0       | 7       | 0       | 2            | 1            | 1            | 0            | 2            | 1            | 6      | 5      | 1      | 0      | 12     | 3      | +9  |
| Conference League | 4     | 6       | 3       | 0       | 3       | 9       | 12      | 6            | 4            | 1            | 1            | 12           | 7            | 12     | 7      | 1      | 4      | 21     | 19     | +2  |
| Totale            | -     | 28      | 16      | 4       | 8       | 45      | 31      | 27           | 11           | 6            | 10           | 37           | 36           | 56     | 28     | 10     | 18     | 85     | 69     | +16 |

### Andamento in campionato
| Giornata  | 1 | 2 | 3  | 4 | 5  | 6 | 7 | 8 | 9 | 10 | 11 | 12 | 13 | 14 | 15 | 16 | 17 | 18 | 19 | 20 | 21 | 22 | 23 | 24 | 25 | 26 | 27 | 28 | 29 | 30 | 31 | 32 | 33 | 34 | 35 | 36 | 37 | 38 |
| --------- | - | - | -- | - | -- | - | - | - | - | -- | -- | -- | -- | -- | -- | -- | -- | -- | -- | -- | -- | -- | -- | -- | -- | -- | -- | -- | -- | -- | -- | -- | -- | -- | -- | -- | -- | -- |
| Luogo     | T | C | T  | C | T  | C | T | C | T | C  | T  | C  | T  | T  | C  | T  | C  | T  | C  | C  | T  | C  | T  | C  | T  | C  | T  | C  | T  | C  | T  | C  | C  | T  | C  | T  | C  | T  |
| Risultato | V | N | P  | V | P  | V | V | V | P | V  | P  | V  | V  | N  | P  | V  | P  | V  | P  | V  | P  | N  | P  | V  | N  | V  | V  | P  | P  | P  | N  | N  | V  | P  | V  | N  | N  | P  |
| Posizione | 7 | 8 | 12 | 5 | 10 | 6 | 4 | 4 | 4 | 4  | 5  | 5  | 3  | 3  | 5  | 4  | 4  | 4  | 4  | 4  | 4  | 4  | 4  | 3  | 4  | 4  | 4  | 4  | 4  | 4  | 4  | 4  | 4  | 5  | 5  | 5  | 5  | 6  |

Legenda:

Luogo: C = Casa; T = Trasferta. Risultato: V = Vittoria; N = Pareggio; P = Sconfitta.

### Statistiche individuali
Sono in corsivo i calciatori che hanno lasciato la società a stagione in corso.
| Giocatore             | Süper Lig | Süper Lig | Süper Lig   | Süper Lig  | Türkiye Kupası | Türkiye Kupası | Türkiye Kupası | Türkiye Kupası | Conference League | Conference League | Conference League | Conference League | Totale   | Totale | Totale      | Totale     |
| Giocatore             | Presenze  | Reti      | Ammonizioni | Espulsioni | Presenze       | Reti           | Ammonizioni    | Espulsioni     | Presenze          | Reti              | Ammonizioni       | Espulsioni        | Presenze | Reti   | Ammonizioni | Espulsioni |
| --------------------- | --------- | --------- | ----------- | ---------- | -------------- | -------------- | -------------- | -------------- | ----------------- | ----------------- | ----------------- | ----------------- | -------- | ------ | ----------- | ---------- |
| V. Aboubakar          | 22        | 5         | 2           | 0          | 2              | 0              | 0              | 0              | 10                | 7                 | 1                 | 0                 | 34       | 12     | 3           | 0          |
| O. Akgün              | 0         | 0         | 0           | 0          | 0              | 0              | 0              | 0              | 1                 | 0                 | 0                 | 0                 | 1        | 0      | 0           | 0          |
| Al-Musrati            | 9         | 0         | 0           | 1          | 4              | 1              | 2              | 0              | 0                 | 0                 | 0                 | 0                 | 13       | 1      | 2           | 1          |
| D. Amartey            | 18        | 0         | 4           | 0          | 2              | 0              | 1              | 0              | 7                 | 1                 | 1                 | 0                 | 27       | 1      | 6           | 0          |
| F.K. Ay               | 2         | 0         | 1           | 0          | 0              | 0              | 0              | 0              | 0                 | 0                 | 0                 | 0                 | 2        | 0      | 1           | 0          |
| T. Bingöl             | 11        | 0         | 4           | 0          | 2              | 0              | 0              | 0              | 3                 | 1                 | 1                 | 0                 | 16       | 1      | 5           | 0          |
| O. Bulut              | 28        | 0         | 2           | 0          | 2              | 0              | 0              | 0              | 11                | 1                 | 2                 | 0                 | 41       | 1      | 4           | 0          |
| O. Colley             | 23        | 7         | 5           | 1          | 3              | 0              | 0              | 0              | 8                 | 1                 | 1                 | 0                 | 34       | 8      | 6           | 1          |
| E. Delibaş            | 1         | 0         | 0           | 0          | 0              | 0              | 0              | 0              | 1                 | 0                 | 0                 | 0                 | 2        | 0      | 0           | 0          |
| A. Demir              | 1         | 0         | 0           | 0          | 0              | 0              | 0              | 0              | 0                 | 0                 | 0                 | 0                 | 1        | 0      | 0           | 0          |
| E. Destanoğlu         | 11        | -12       | 1           | 0          | 0              | 0              | 0              | 0              | 3                 | -8                | 0                 | 0                 | 14       | -20    | 1           | 0          |
| G. Fernandes          | 29        | 3         | 7           | 0          | 6              | 0              | 1              | 0              | 10                | 0                 | 0                 | 0                 | 45       | 3      | 8           | 0          |
| R. Ghezzal            | 27        | 0         | 3           | 0          | 5              | 1              | 0              | 0              | 2                 | 0                 | 0                 | 0                 | 34       | 1      | 3           | 0          |
| M. Günok              | 30        | -34       | 4           | 1          | 6              | -3             | 0              | 0              | 9                 | -11               | 0                 | 0                 | 45       | -48    | 4           | 1          |
| A. Hadžiahmetović     | 18        | 0         | 3           | 1          | 0              | 0              | 0              | 0              | 12                | 0                 | 1                 | 0                 | 30       | 0      | 4           | 1          |
| M. E. Hekimoğlu       | 6         | 0         | 0           | 0          | 1              | 0              | 0              | 0              | 1                 | 0                 | 0                 | 0                 | 8        | 0      | 0           | 0          |
| A. Kılıç              | 2         | 0         | 1           | 0          | 0              | 0              | 0              | 0              | 0                 | 0                 | 0                 | 0                 | 2        | 0      | 1           | 0          |
| S. Kılıçsoy           | 23        | 11        | 5           | 0          | 5              | 0              | 1              | 0              | 6                 | 1                 | 0                 | 0                 | 34       | 12     | 6           | 0          |
| A. Kömeç              | 0         | 0         | 0           | 0          | 0              | 0              | 0              | 0              | 2                 | 0                 | 0                 | 0                 | 2        | 0      | 0           | 0          |
| A. Masuaku            | 20        | 0         | 6           | 0          | 3              | 0              | 0              | 0              | 7                 | 0                 | 0                 | 1                 | 30       | 0      | 6           | 1          |
| U. Meraş              | 7         | 0         | 1           | 0          | 3              | 0              | 0              | 0              | 4                 | 0                 | 0                 | 0                 | 14       | 0      | 1           | 0          |
| J. Montero            | 0         | 0         | 0           | 0          | 0              | 0              | 0              | 0              | 0                 | 0                 | 0                 | 0                 | 0        | 0      | 0           | 0          |
| E. Muçi               | 13        | 3         | 3           | 0          | 4              | 1              | 0              | 0              | 0                 | 0                 | 0                 | 0                 | 17       | 4      | 3           | 0          |
| J. Muleka             | 30        | 4         | 0           | 0          | 5              | 2              | 0              | 0              | 12                | 3                 | 3                 | 0                 | 47       | 9      | 3           | 0          |
| A. Oxlade-Chamberlain | 19        | 4         | 0           | 0          | 2              | 0              | 0              | 0              | 7                 | 0                 | 0                 | 1                 | 28       | 4      | 0           | 1          |
| M. Rashica            | 30        | 5         | 3           | 0          | 6              | 0              | 0              | 0              | 6                 | 0                 | 0                 | 0                 | 42       | 5      | 3           | 0          |
| A. Rebić              | 15        | 0         | 6           | 0          | 2              | 1              | 0              | 0              | 6                 | 0                 | 1                 | 0                 | 23       | 1      | 7           | 0          |
| T. Sanuç              | 8         | 0         | 2           | 0          | 1              | 0              | 0              | 0              | 0                 | 0                 | 0                 | 0                 | 9        | 0      | 2           | 0          |
| J. Svensson           | 10        | 0         | 3           | 0          | 5              | 0              | 2              | 0              | 0                 | 0                 | 0                 | 0                 | 15       | 0      | 5           | 0          |
| E. Terzi              | 10        | 0         | 0           | 0          | 1              | 0              | 0              | 0              | 1                 | 1                 | 0                 | 0                 | 12       | 1      | 0           | 0          |
| E. Tiknaz             | 21        | 0         | 4           | 0          | 1              | 0              | 0              | 0              | 8                 | 0                 | 1                 | 0                 | 30       | 0      | 5           | 0          |
| C. Tosun              | 34        | 6         | 1           | 0          | 5              | 3              | 1              | 0              | 8                 | 1                 | 0                 | 0                 | 47       | 10     | 2           | 0          |
| S. Uçan               | 23        | 1         | 5           | 0          | 5              | 3              | 0              | 0              | 10                | 1                 | 2                 | 0                 | 38       | 5      | 7           | 0          |
| N. Uysal              | 29        | 0         | 5           | 0          | 6              | 0              | 0              | 0              | 6                 | 0                 | 2                 | 1                 | 41       | 0      | 7           | 1          |
| E. Uzunhan            | 1         | 0         | 0           | 0          | 0              | 0              | 0              | 0              | 0                 | 0                 | 0                 | 0                 | 1        | 0      | 0           | 0          |
| J. Worrall            | 6         | 1         | 1           | 0          | 3              | 0              | 0              | 0              | 0                 | 0                 | 0                 | 0                 | 9        | 1      | 1           | 0          |
| B. Zaynutdinov        | 17        | 0         | 4           | 0          | 3              | 0              | 0              | 0              | 6                 | 1                 | 1                 | 0                 | 26       | 1      | 5           | 0          |
| E. Bailly             | 4         | 0         | 0           | 0          | 0              | 0              | 0              | 0              | 3                 | 0                 | 0                 | 0                 | 7        | 0      | 0           | 0          |
| J. Onana              | 4         | 0         | 0           | 0          | 0              | 0              | 0              | 0              | 5                 | 0                 | 0                 | 0                 | 9        | 0      | 0           | 0          |
| V. Rosier             | 12        | 0         | 3           | 0          | 0              | 0              | 0              | 0              | 9                 | 0                 | 5                 | 1                 | 21       | 0      | 8           | 1          |